# Lirophora
Lirophora är ett släkte av musslor. Lirophora ingår i familjen venusmusslor.
Kladogram enligt Catalogue of Life:
| Lirophora | \| \| Lirophora clenchi \| \| \| \| \| \| Lirophora latilirata \| \| \| \| |
|           | \| \| Lirophora clenchi \| \| \| \| \| \| Lirophora latilirata \| \| \| \| |
|           | Lirophora clenchi                                                          |
|           |                                                                            |
|           | Lirophora latilirata                                                       |
|           |                                                                            |

## Bildgalleri

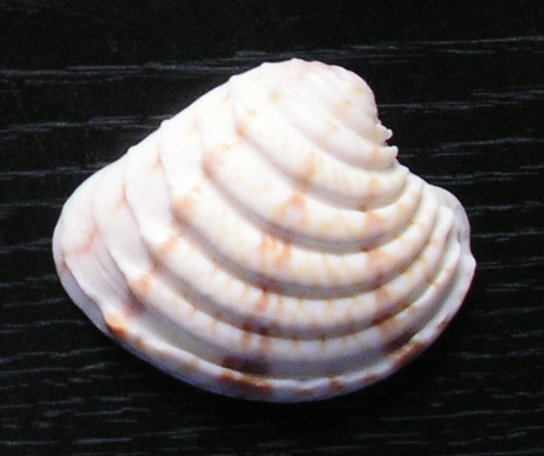